# Viviana Bottaro
Viviana Bottaro (2 de setembro de 1987) é uma carateca italiana, medalhista olímpica.

## Carreira
Bottaro conquistou a medalha de bronze nos Jogos Olímpicos de Verão de 2020 em Tóquio, após confronto na semifinal contra a estadunidense Sakura Kokumai na modalidade kata feminina. Ela também ganhou numerosas medalhas em eventos de kata individual feminino e de equipe feminina no Campeonato Mundial de Caratê e no Campeonato Europeu de Caratê.